# Homa Hoodfar
Homa Hoodfar (em persa: هما هودفر) é uma antropóloga sociocultural canadense-iraniana e professora emérita de antropologia na Universidade Concórdia em Montreal. Embora ela seja mais conhecida por seu trabalho sobre as percepções ocidentais do véu ou hijabe em suas variadas formas, significados e usos históricos, muito de seu trabalho se concentrou nos papéis das mulheres na vida pública nas sociedades muçulmanas, com atenção especial para como os símbolos e interpretações religiosas que têm sido usados de várias maneiras para apoiar e reprimir o status das mulheres.

## Prisão no Irã
Em fevereiro de 2016, Hoodfar viajou para seu país natal, o Irã, principalmente por motivos pessoais, mas também por sua pesquisa acadêmica. Em março, um dia antes de Hoodfar partir para se juntar à família em Londres, os membros da Guarda Revolucionária do Irã (IRGC) invadiram o apartamento onde ela estava hospedada, confiscando seus pertences e três passaportes. Após três meses de serviços de inteligência iranianos convocando-a regularmente para interrogatório, as autoridades iranianas a prenderam no início de junho. Nesse ponto, a família de Hoodfar chamou a imprensa para informar o público de sua prisão no Irã. Ela foi indiciada por acusações de "interesse em questões de feminismo e segurança" pelo Irã, fontes próximas ao governo destacaram seu trabalho com Mulheres que Vivem Sob Leis Muçulmanas. Sites próximos ao governo iraniano afirmam que sua prisão está relacionada à derrubada/revolução suave projetada por governos estrangeiros.
A libertação de Hoodfar foi anunciada em 26 de setembro de 2016 em um comunicado emitido pelo porta-voz do Ministério das Relações Exteriores, Bahram Qasemi, à  Agência de Notícias Fars. Sua prisão durou 112 dias.

## Tortura psicológica
Durante seus 112 dias de detenção na prisão de Evin, ela foi submetida a tortura psicológica por membros da Guarda Revolucionária do Irã durante dezenas de interrogatórios. Ela foi ameaçada de morte. Em entrevista à CBS News em sua primeira entrevista após ser liberada em 26 de setembro de 2016, ela também disse: "Eu estava preparada para enfrentar alguns anos de prisão, ou como eles disseram 15 anos, talvez eu nunca fosse libertada."